# 沙莱 (厄尔-卢瓦省)
沙莱（法語：Challet，法語發音：[ʃalɛ]）是法国厄尔-卢瓦省的一个市镇，属于沙特尔区。

## 地理
沙莱（48°33'18"N, 1°25'59"E）面积10.17 平方千米，位于法国中央-卢瓦尔河谷大区厄尔-卢瓦省，该省份为法国北部内陆省份，北起顺时针与厄尔省、伊夫林省、埃松省、卢瓦雷省、卢瓦-谢尔省、萨尔特省和奧恩省接壤。
与沙莱接壤的市镇（或旧市镇、城区）包括：特朗布莱莱维拉日、贝谢尔-圣日耳曼。

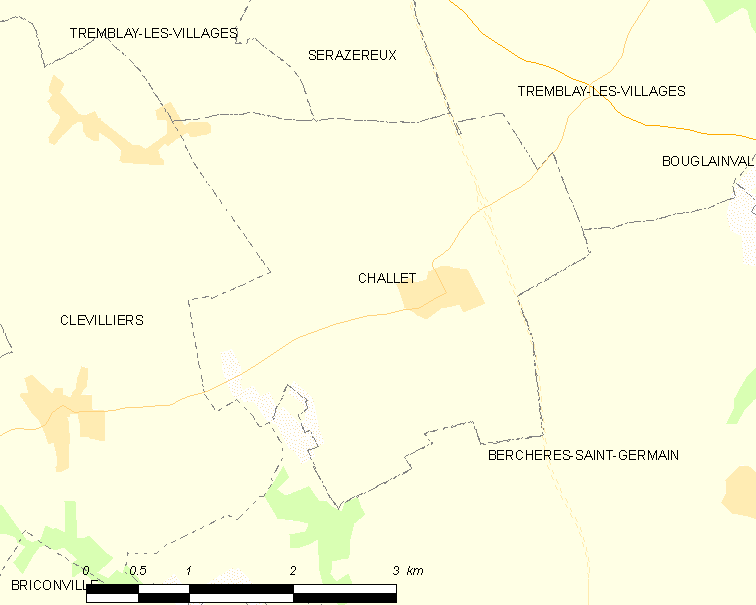
的OSM定位图

沙莱的时区为UTC+01:00、UTC+02:00（夏令时）。

## 行政
沙莱的邮政编码为28300，INSEE市镇编码为28068。

## 政治
沙莱所属的省级选区为沙特尔第一县。

## 人口

1962-2008年间人口变化图示

沙莱于2022年1月1日时的人口数量为432人。